# 7398 Walsh
7398 Walsh eller 1986 VM är en asteroid i huvudbältet som upptäcktes den 3 november 1986 av den tjeckiske astronomen Antonín Mrkos vid Kleť-observatoriet i Tjeckien. Den är uppkallad efter Martin F. Walsh.
Asteroiden har en diameter på ungefär 3 kilometer.